# Neopachyolpium longum
Neopachyolpium longum är en spindeldjursart som beskrevs av Clarence Clayton Hoff 1945. Neopachyolpium longum ingår i släktet Neopachyolpium och familjen Olpiidae. Inga underarter finns listade i Catalogue of Life.